# Campeonato Mundial de Esqui Estilo Livre de 2015 - Slopestyle masculino
A prova do slopestyle masculino do Campeonato Mundial de Esqui Estilo Livre de 2015 foi disputada entre os dias 20 e 21 de janeiro em Kreischberg na Áustria.  Participaram 48 atletas de  19 nacionalidades.

## Medalhistas
| Ouro               | Prata                 | Bronze             |
| Fabian Bösch (SUI) | Russell Henshaw (AUS) | Noah Wallace (USA) |

## Resultados

### Qualificação
48 esquiadores participaram do processo qualificatório. Os 10 melhores avançaram para a final.
| Pos. | Bateria | Bib | Esquiador                 | Nacionalidade  | Corrida 1 | Corrida 2 | Melhor | Notas |
| ---- | ------- | --- | ------------------------- | -------------- | --------- | --------- | ------ | ----- |
| 1    | 1       | 3   | Fabian Bösch              | Suíça          | 90.80     | 51.00     | 90.80  | Q     |
| 2    | 1       | 1   | Russell Henshaw           | Austrália      | 87.20     | 49.40     | 87.20  | Q     |
| 3    | 1       | 7   | Christian Bieri           | Suíça          | 84.00     | 28.00     | 84.00  | Q     |
| 4    | 1       | 25  | Viktor Thomas Moosmann    | Áustria        | 80.80     | 21.20     | 80.80  | Q     |
| 5    | 1       | 5   | Aleksander Aurdal         | Noruega        | 79.60     | 72.80     | 79.60  | Q     |
| 6    | 1       | 34  | Kristaps Thompson         | Canadá         | 68.40     | 79.40     | 79.40  |       |
| 7    | 1       | 44  | Taylor Wilson             | Canadá         | 57.80     | 79.00     | 79.00  |       |
| 8    | 1       | 17  | Matthew Walker            | Estados Unidos | 78.80     | 20.00     | 78.80  |       |
| 9    | 1       | 15  | Ralph Welponer            | Itália         | 73.80     | 78.00     | 78.00  |       |
| 10   | 1       | 38  | Miika Virkki              | Finlândia      | 76.20     | 66.40     | 76.20  |       |
| 11   | 1       | 29  | Reid McEachran            | Canadá         | 74.20     | 17.40     | 74.20  |       |
| 12   | 1       | 13  | Felix Stridsberg-Usterud  | Noruega        | 74.00     | 71.40     | 74.00  |       |
| 13   | 1       | 21  | Aleksi Patja              | Finlândia      | 73.40     | 27.20     | 73.40  |       |
| 14   | 1       | 23  | Christof Schenk           | Itália         | 70.00     | 29.00     | 70.00  |       |
| 15   | 1       | 40  | Igor Lastei               | Itália         | 67.20     | 60.40     | 67.20  |       |
| 16   | 1       | 27  | Daniel Antell             | Finlândia      | 65.00     | 66.00     | 66.00  |       |
| 17   | 1       | 11  | Joona Kangas              | Finlândia      | 25.80     | 63.20     | 63.20  |       |
| 18   | 1       | 9   | Johan Berg                | Noruega        | 60.20     | 20.80     | 60.20  |       |
| 19   | 1       | 31  | Simon Bartik              | Chéquia        | 16.00     | 55.20     | 55.20  |       |
| 20   | 1       | 48  | Samuel Ruttiman           | Austrália      | 21.80     | 50.60     | 50.60  |       |
| 21   | 1       | 42  | Viliam Tomo               | Eslováquia     | 22.40     | DNS       | 22.40  |       |
| 22   | 1       | 19  | Hugo Laugier              | França         | 20.80     | 18.20     | 20.80  |       |
| 23   | 1       | 46  | Harry Pettit              | Nova Zelândia  | 14.40     | 15.00     | 15.00  |       |
|      | 1       | 36  | Szczepan Karpiel          | Polónia        |           |           | DNS    |       |
| 1    | 2       | 22  | Robby Franco              | Estados Unidos | 87.60     | 72.60     | 87.60  | Q     |
| 2    | 2       | 4   | Noah Wallace              | Estados Unidos | 80.80     | 25.40     | 80.80  | Q     |
| 3    | 2       | 10  | Luca Tribondeau           | Áustria        | 79.60     | 63.20     | 79.60  | Q     |
| 4    | 2       | 2   | Jonas Hunziker            | Suíça          | 77.00     | 79.00     | 79.00  | Q     |
| 5    | 2       | 41  | Colby Stevenson           | Estados Unidos | 78.40     | 13.60     | 78.40  | Q     |
| 6    | 2       | 12  | Jérémy Pancras            | França         | 73.60     | 12.80     | 73.60  |       |
| 7    | 2       | 6   | Till Matti                | Suíça          | 71.20     | 73.00     | 73.00  |       |
| 8    | 2       | 8   | Antoine Adelisse          | França         | 62.20     | 68.20     | 68.20  |       |
| 9    | 2       | 30  | Rasmus Dalberg Joergensen | Dinamarca      | 18.20     | 67.80     | 67.80  |       |
| 10   | 2       | 18  | Benedikt Mayr             | Alemanha       | 29.00     | 67.00     | 67.00  |       |
| 11   | 2       | 16  | Klaus Finne               | Noruega        | 25.80     | 63.80     | 63.80  |       |
| 12   | 2       | 45  | Sebastian Geiger          | Alemanha       | 50.60     | 63.20     | 63.20  |       |
| 13   | 2       | 43  | Quentin Ladame            | França         | 53.60     | 62.40     | 62.40  |       |
| 14   | 2       | 26  | Robin Holub               | Chéquia        | 61.20     | 29.00     | 61.20  |       |
| 15   | 2       | 39  | Dmitry Makarov            | Rússia         | 58.60     | 48.00     | 58.60  |       |
| 16   | 2       | 14  | Simone Canal              | Itália         | 19.20     | 57.80     | 57.80  |       |
| 17   | 2       | 35  | Pontus Nordstrom          | Suécia         | 16.60     | 55.80     | 55.80  |       |
| 18   | 2       | 20  | Daniel Walchhofer         | Austrália      | 37.00     | 52.20     | 52.20  |       |
| 19   | 2       | 37  | Lukas Müllauer            | Áustria        | 48.40     | 51.80     | 51.80  |       |
| 20   | 2       | 28  | Danil Kalachev            | Rússia         | 38.40     | 15.80     | 38.40  |       |
| 21   | 2       | 32  | Marek Skala               | Chéquia        | 24.40     | 18.60     | 24.40  |       |
| 22   | 2       | 24  | Erik Lundmark             | Suécia         | 24.00     | 24.00     | 24.00  |       |
| 23   | 2       | 49  | Guram Vashakmadze         | Geórgia        | 11.40     | 22.80     | 22.80  |       |
| 24   | 2       | 47  | Bine Zalohar              | Eslovênia      | 17.60     | 15.40     | 17.60  |       |

### Final
Os 10 esquiadores disputaram no dia 21 de janeiro a final da prova.
| Pos.              | Bib | Esquiador              | Nacionalidade  | Corrida 1 | Corrida 2 | Corrida 3 | Melhor |
| ----------------- | --- | ---------------------- | -------------- | --------- | --------- | --------- | ------ |
| Medalha de ouro   | 3   | Fabian Bösch           | Suíça          | 17.80     | 92.60     | 31.40     | 92.60  |
| Medalha de prata  | 1   | Russell Henshaw        | Austrália      | 90.60     | 91.80     | 90.00     | 91.80  |
| Medalha de bronze | 4   | Noah Wallace           | Estados Unidos | 82.40     | 24.40     | 73.80     | 82.40  |
| 4                 | 25  | Viktor Thomas Moosmann | Áustria        | 75.00     | 81.20     | 36.80     | 81.20  |
| 5                 | 2   | Jonas Hunziker         | Suíça          | 68.80     | 79.00     | 53.60     | 79.00  |
| 6                 | 22  | Robby Franco           | Estados Unidos | 72.40     | 78.20     | 78.60     | 78.60  |
| 7                 | 10  | Luca Tribondeau        | Áustria        | 19.60     | 77.40     | 30.20     | 77.40  |
| 8                 | 41  | Colby Stevenson        | Estados Unidos | 58.00     | 43.80     | 71.80     | 71.80  |
| 9                 | 5   | Aleksander Aurdal      | Noruega        | 63.40     | 66.40     | 28.00     | 66.40  |
| 10                | 7   | Christian Bieri        | Suíça          |           |           |           | DNS    |

Legenda
| Recorde mundial       | Recorde mundial (World record)               |                       | Recorde africano                      | Recorde africano (African) |                                           | Q | Classificado por posição (Qualified) |
| Recorde do campeonato | Recorde do campeonato (Championship record)  | Recorde da América    | Recorde da América (Americas)         | q                          | Classificado por melhor tempo (Qualified) |   |                                      |
| Melhor marca do ano   | Melhor marca do ano (World leading)          | Recorde asiático      | Recorde asiático (Asian)              | DNS                        | Não largou (Did not start)                |   |                                      |
| Recorde nacional      | Recorde nacional (National record)           | Recorde europeu       | Recorde europeu (European)            | DNF                        | Não terminou (Did not finish)             |   |                                      |
| Recorde pessoal       | Recorde pessoal do atleta (Personal best)    | Recorde da Oceania    | Recorde da Oceania (Oceania)          | DSQ / DQ                   | Desclassificado (Disqualified)            |   |                                      |
| Recorde da temporada  | Recorde da temporada do atleta (Season best) | Recorde sul-americano | Recorde sul-americano (South America) | NM                         | Sem marca (No mark)                       |   |                                      |